# Tracer (jeu vidéo)
Pour les articles homonymes, voir Tracer.
Tracer est un jeu vidéo de réflexion développé par Future Endeavors et édité par 7th Level, sorti en 1996 sur Windows.

## Accueil
- PC Team : 90 %[1]